# チー・ラン・スタジアム
チー・ラン・スタジアム（ベトナム語：Sân vận động Chi Lăng / 𡓏運動支棱、英語: Chi Lang Stadium、通称：ダナン・スタジアム）は、ベトナムのダナン市にある多目的スタジアムである。

## 概要
収容人数は28,000人。主にサッカーの試合に用いられる。SHBダナンFCが2016年までホームスタジアムとして使用していた。
2006年5月17日に、AFCチャンピオンズリーグ2006グループリーグでガンバ大阪がダナンFCと対戦し5-1で勝利している。

## 交通アクセス
ベトナム鉄道のダナン駅より徒歩約5分。ダナン国際空港よりタクシーを利用しても良い。

## 外部リンク

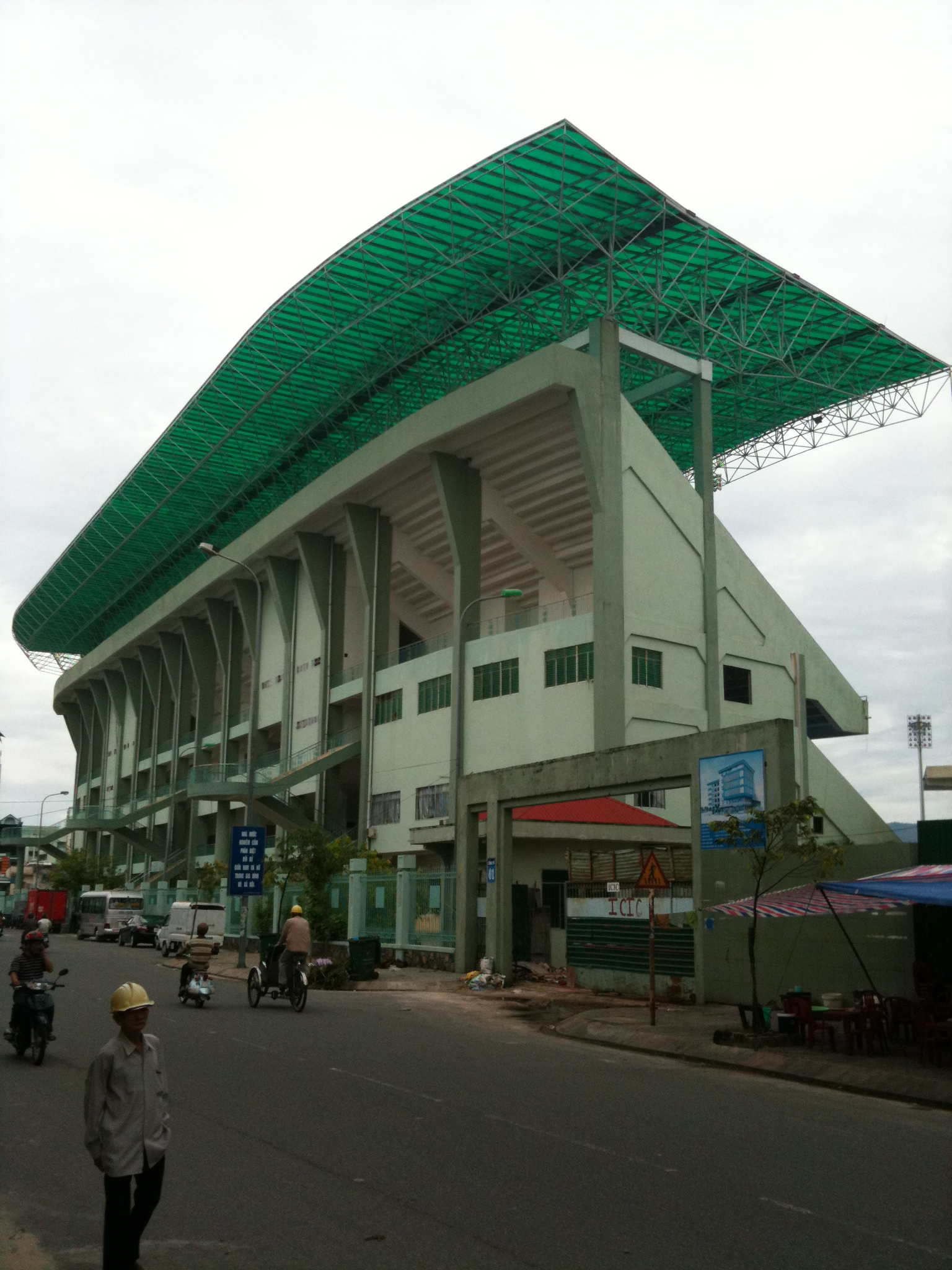
スタジアムの外観